# Leptolyngbya
Leptolyngbya ist eine Gattung von Cyanobakterien (auch Blaugrünbakterien oder Blaualgen genannt). Die dazugehörigen Arten kommen in vielen verschiedenen Ökosystemen vor. Einige wurden in heißen Quellen (Thermalquellen) mit Temperaturen im Bereich von 62–63 °C gefunden; andere Funde stammen aus Kältewüsten und der Antarktis.

## Merkmale
Wichtige Merkmale der Gattung Leptolyngbya sind der geringe Durchmesser der Zellketten (Trichome) und das Fehlen einer deutlich sichtbaren Bewegung. Das Letztere kann zur Unterscheidung von der sehr ähnlichen Gattung Geitlerinema dienen.
Die filamentösen Zellen von Leptolyngbya bilden unverzweigte Trichome mit einem Durchmesser von weniger als 5 μm. Die einzelnen Zellen sind isodiametrisch oder länger als breit. Einschnürungen zwischen den Zellen fehlen im Allgemeinen oder sind flach und übersteigen selten 1/8 des Durchmessers.
Die apikalen, d. h. an der Spitze des Zellfadens befindlichen Zellen sind abgerundet oder kegelförmig (konisch). Die Zellteilung verläuft durch eine Binärspaltung in einer einzigen Ebene rechtswinklig zur Längsachse. Heterocysten sind nicht vorhanden. Überdauerungszellen werden nicht gebildet. Zur Fortpflanzung bildet Leptolyngbya sogenannte Hormogonien, einzelne Abschnitte des Zellfadens, die sich ablösen und wieder neu wachsen. Mit Ausnahme der vorübergehend beweglichen Hormogonien sind die Trichome nur sehr schwach bis unbeweglich. Bei Leptolyngbya wurde das Chlorophyll f gefunden. Es dient bei der Photosynthese der Absorption von rotem Licht im Bereich ab ca. 700 nm (englisch: far-red light, FR). Es dient der Photosynthese innerhalb von tieferen, dunkleren Zonen Meer, wo nur noch Licht in diesem Spektrumbereich durchdringt, wie z. B. am Grund von Mikrobenmatten.
Viele Arten können von der Bakteriophage LPP-1 befallen werden.

## Stoffwechsel
Arten von Leptolyngbya führen die oxygene Photosynthese durch, hierbei wird molekularer Sauerstoff (O2) freigesetzt. Einige Arten der Gattung sind in der Lage Stickstoff (N2) zu fixieren. Bei der Stickstofffixierung wird atmosphärischer Stickstoff (N2) zu Ammoniak (NH3) umgewandelt. Ammoniak kann dann für verschiedene Prozesse im Stoffwechsel genutzt werden. Arten von Leptolyngbya (und einiger anderer Blaualgen) bilden hierfür keine speziellen Zellen (Heterocysten). Man spricht im Englischen von „nonheterocystous cyanobacteria“. Die Stickstofffixierung findet hier unter sauerstoffarmen Bedingungen statt. Beispielarten hierfür sind Leptolyngbya boryana und Leptolyngbya foveolarum (früher Phormidium foveolarum).

## Systematik
Die Gattung Leptolyngbya stellt innerhalb der phylogenetischen Systematik eine „Formgattung“ dar. Untersuchungen der DNA ergaben, dass es sich um eine polyphyletische Einteilung handelt. Wahrscheinlich werden weitere phylogenetische Untersuchungen zu einer Aufspaltung der Gattung führen. Weitere polyphyletische Gattungen der Blaualgen sind z. B. Anabaena, Calothrix, Nodularia, Nostoc, Oscillatoria und Trichormus. Leptolyngbya wird innerhalb der morphologischen Einteilung (also nicht auf genetischen Untersuchungen, sondern auf äußeren Merkmalen beruhend) in die sogenannte Gruppe III gestellt. In der englischen Literatur wird hier von der Subsection III gesprochen. Die Gattung Leptolyngbya wird zu der Familie Leptolyngbyaceae gestellt, welche wiederum zu der Ordnung der Synechococcales zählt.
Es folgt eine Liste einiger Arten (Stand August 2020):
- Leptolyngbya angustissima (West & West 1897) Anagnostidis & Komárek 1988
- Leptolyngbya antarctica (West & West 1911) Anagnostidis & Komárek 1988
- Leptolyngbya badia Johansen & Lowe 2008
- Leptolyngbya borchgrevinkii Komárek 2007
- Leptolyngbya boryana (Gomont 1899) Anagnostidis & Komárek 1988
- Leptolyngbya foveolarum (Gomont 1892) Anagnostidis & Komárek 1988
- Leptolyngbya fragilis(Gomont 1892) Anagnostidis & Komárek 1988
- Leptolyngbya nostocorum (Bornet ex Gomont 1892) Anagnostidis & Komárek 1988
- „Leptolyngbya ohadii“ Raanan et al. 2016
- Leptolyngbya tenuis (Gomont 1892) Anagnostidis & Komárek 1988
- Leptolyngbya thermalis Anagnostidis 1988
- Leptolyngbya valderiana (Gomont 1892) Anagnostidis & Komárek 1988

Einige Synonyme:
- Leptolyngbya bijugata (Kongisser 1924) Anagnostidis & Komárek 1988 ist ein Synonym für Nodosilinea bijugata (Kongisser 1924) Perkerson & Kovácik 2011
- Leptolyngbya frigida (Fritsch 1912) Anagnostidis & Komárek 1988 für Pseudanabaena frigida (Fritsch 1912) Anagnostidis 2001, das wurde inzwischen aber aktualisiert zu Stenomitos frigidus (Fritsch 1912) Miscoe & Johansen, 2016 (LPSN, WoRMS)
- Leptolyngbya geysericola (Copeland 1936) Anagnostidis 2001 für Herpetosiphon geysericola (Copeland 1936) Lewin 1970 (Approved Lists 1980)
- Leptolyngbya nodulosa Li & Brand 2007 für Nodosilinea nodulosa (Li & Brand 2007) Perkerson & Casamatta 2011.

Die Art „Leptolyngbya ohadii“, beschrieben von Raanan et al. 2016, steht unter Diskussion (LPSN).

## Ökologie
Die Gattung Leptolyngbya beinhaltet ökologisch stark diverse Blaualgen. Es sind marine Arten, im Süßwasser vorkommende und Bodenbakterien in dieser Gattung vorhanden. Viele Arten der Gattung Leptolyngbya kommen in extremen Ökosystemen vor. Hierzu zählen Thermalquellen, Seen mit hohem Salzgehalt und extrem kalte Umgebungen.
Hierzu zählen z. B. Kältewüsten. Hier wurden auch Arten, die im Inneren von Gesteinen leben, isoliert. Man spricht bei Bakterien oder auch Pilzen, die in porösen Gesteinen vorkommen, von Endolithen. Photosynthese durchführende Bakterien wie Leptolyngybya müssen dort mit extrem wenig Licht auskommen. Die geringe Menge an das Gestein durchdringenden Photonen reicht aber für einige Bakterien- und Algenarten, um Photosynthese durchzuführen. Sie werden als sciaphile („schattenliebende“) Arten bezeichnet. Cyanobakterien-dominierte endolithische Gemeinschaften in kalten und trockenen Regionen bestehen hauptsächlich aus Leptolyngbya und Chroococcidiopsis, während in heißen Wüsten endolithisch hauptsächlich Gloeocapsa und Chroococcidiopsis vorkommen.
Leptolyngbya wurde u. a. bei Proben innerhalb von Gesteinen im Ostteil des Pamirgebirges gefunden. Es handelt sich um eine Kältewüste, es herrschen niedrige Niederschlagsraten (zwischen 50 und 150 mm jährlich). Die durchschnittliche monatliche Lufttemperatur liegt zwischen Oktober und März unter Null. Außerdem ist die Umwelt einer hohen Sonneneinstrahlung und starken Winden ausgesetzt. Die untersuchten Gesteinsproben im Pamir stammen von einer Höhe von 4000–4500 m Höhe. Innerhalb der Gesteine dominierten hier Aktinobakterien, Proteobakterien und Cyanobakterien. Die häufigsten aus den entnommenen Proben kultivierten Gattungen der Cyanobakterien waren Chroococcidiopsis und Leptolyngbya. Durch Analysen der in den Gesteinsproben vorhandenen DNA wurden weitere, nicht kultivierte Bakterien identifiziert. Hierbei dominierten Microcoleus, Acaryochloris, Chroococcidiopsis und Thermosynechococcus.
Andere Funde der Gattung Leptolyngbya stammen aus unterirdischen archäologischen Fundstätten in Rom. Auch hier herrschen nur schwache Lichtverhältnisse.
Die Arten Leptolyngbya erebi, L. scottii, L. glacialis, L. scottii und L. tenuis wurden bei Untersuchungen des Bodens am Cierva Point, eine Landspitze des Grahamlands der Antarktische Halbinsel, isoliert. Es handelte sich um ornithogene Böden, also durch Guano und starke mikrobielle Aktivität gebildete Böden. Der Guano stammte hier zum größten Teil von Pinguinen. Bei der Untersuchung ging es unter anderem um den Einfluss der Klimaerwärmung auf die Algengemeinschaften im Vergleich von ornithogenen Böden und sich ohne Einfluss von Guano bildenden mineralischen Böden. Hierbei wurde festgestellt, dass die mikrobiellen Gemeinschaften von mineralischen Böden aufgrund der Folgen des Klimawandels anfälliger für Veränderungen sind als die von ornithogenen Böden.
Die Art Leptolyngbya frigida wurde auch in hypolithischen Gemeinschaften gefunden. Hierbei handelt es sich um Bakterien und Pilzen, die auf der Unterseite von Gesteinen Ökosysteme bilden. Die hier vorkommenden photosynthetischen Arten nutzten die wenigen, das obere porige Gestein durchdringenden Photonen für die Photosynthese. Hier herrschen andere Bedingungen als im Freien. So bleibt hier Wasser länger verfügbar und die Temperaturen sind etwas gemäßigter. Dies gilt sowohl in Wüstengebieten als auch in Kältewüsten. Hypolithische Lebensgemeinschaften wurden z. B. im Miers-Tal der McMurdo Dry Valleys in der Antarktis untersucht. Im Verlauf der Erstbesiedlung solcher Standorte treten Cyanobakterien besonders während der ersten Phase der Entwicklungsfolge auf. Durch die infolge der Besiedlung erhöhte Nährstoffanreicherung findet eine nachfolgende Pilzbesiedlung statt. Schließlich können Moose auftreten.
Weitere Funde von Leptolyngbya stammen aus dem eisfreien Zentralplateau der Byers-Halbinsel im Westen der Livingston-Insel der Antarktis. Hier bilden sich durch Schmelzwasser große Seen. Innerhalb dieser Gewässer treten mikrobiellen Matten auf. Diese bestehen aus zwei Schichten. Die obere besteht aus toter Biomasse und dem von Blaualgen ausgeschiedenen Pigment Scytonemin. Das Pigment dient als Schutz vor der dort auftretenden hohen UV-Strahlung. In der unteren, basalen Schicht ist der aktive Teil der photosynthetischen Mikroorganismen vorhanden. Neben Leptolyngbya wurden hier noch Arten von Phormidium, Anabaena, Tychonema, Synechokokken, Oscillatoria und anderen Blaualgen identifiziert. Ein Vergleich von Proben aus Frühjahr, Sommer und Herbst zeigte jahreszeitliche Unterschiede der Gemeinschaften.
Die Art Leptolyngbya foveolarum kommt auch am Rand von Thermalquellen vor. Weitere Fundorte sind u. a. Gewächshäuser und Gräben mit verschmutztem Wasser.
Die innerhalb der Systematik der Bakterien noch nicht anerkannte Art „Leptolyngbya ohadii“ bildet „Biokrusten“ auf Sand. Dies geschieht bei sehr geringer Wasserverfügbarkeit. So stammen Funde der Art aus der Wüste Negev. Das Bakterium bildet hierzu Polysaccharide und kann sich innerhalb des Sandes gleitend bewegen. Durch die Krustenbildung wird der Boden stabilisiert. Dies kann genutzt werden, um der Ausbreitung der Wüstenbildung in Trockengebieten entgegenzuwirken.